# Чукаева, Ирина Ивановна
Ири́на Ива́новна Чука́ева (23 февраля 1950, Москва — 5 января 2018, там же) — советский и российский врач-кардиолог, доктор медицинских наук, профессор. Заведующая кафедрой поликлинической терапии РНИМУ им. Н. И. Пирогова. Заслуженный врач Российской Федерации (2011).

## Биография
Родилась 23 февраля 1950 года в Москве. С отличием окончила 2-й Московский медицинский институт, затем — аспирантуру по кафедре внутренних болезней (специальность — кардиология). С 2003 по 2017 год заведовала кафедрой поликлинической терапии РНИМУ им. Н. И. Пирогова.
Являлась членом Российского кардиологического общества, председателем Московского отделения (с 2008) и членом президиума Российского медицинского общества артериальной гипертонии, исполнительным директором Центра профессиональной поддержки врачей первичного звена.
Входила в состав комиссии по поддержке семьи, детей и материнства Общественной палаты Российской Федерации, общественного совета Департамента здравоохранения города Москвы, городской аттестационной комиссии по кардиологии.
В течение 10 лет являлась автором и ведущей программы «Студия „Здоровье“» (с 2005 по 2008 год — на канале «Россия», с 2013 — на Общественном телевидении России).
Скончалась 5 января 2018 года в Москве в результате осложнений после пневмонии. Похоронена на Троекуровском кладбище

### Личная жизнь
Была замужем, имела двоих детей и внука.

## Научная деятельность
В 1981 году защитила кандидатскую, в 1991 — докторскую диссертацию.
Являлась членом диссертационных советов РНИМУ по терапии и кардиологии, членом редколлегии журнала «Лечебное дело», членом этического комитета РНИМУ.
Автор более 400 печатных работ, в том числе учебника по поликлинической терапии для студентов медицинских ВУЗов, методических пособий для студентов и врачей, 8 авторских свидетельств.

### Избранные труды
Источник — Электронный каталог РГБ
- Асташкин Е. И., Васюк Ю. А., Чукаева И. И. Возможности миокардиальной цитопротекции в лечении больных ИБС и постинфарктным кардиосклерозом. — М.: Компания Медиком, 2009. — 11 с. — ISBN 978-5-91264-015-5
- Сторожаков Г. И., Чукаева И. И., Александров А. А. Поликлиническая терапия : учебник для студентов медицинских вузов. — М.: ГЭОТАР-Медиа, 2007. — 701 с. — ISBN 978-5-9704-0543-7
  -  — М.: ГЭОТАР-Медиа, 2009. — 701 с. — ISBN 978-5-9704-1129-2
  -  — М.: ГЭОТАР-Медиа, 2011. — 636 с.; 1 CD-ROM. — ISBN 978-5-9704-1772-0
- Чукаева И. И. Воспаление и иммунокомплексные реакции при инфаркте миокарда : автореферат дис. … д-ра мед. наук. — М., 1991. — 43 с.
- Чукаева И. И., Глезер М. Г., Шальнова С. А. Современное состояние терапии пациентов с ИБС в Российской Федерации. — М.: Компания Медиком, 2009. — 11 с. — ISBN 978-5-91264-011-7

## Награды
- Заслуженный врач Российской Федерации (2011)
- премия «Просвещение» Российского медицинского общества артериальной гипертонии (2015).